# Orient-Institut Istanbul
Das Orient-Institut Istanbul (OIIST) ist ein turkologisches und regionalwissenschaftliches deutsches Forschungsinstitut. Es ist eines der elf deutschen Auslandsinstitute der bundesunmittelbaren Max Weber Stiftung.

## Geschichte
Von 1989 bis 2008 war das OIIST als Nebenstelle des Orient-Instituts in Beirut tätig, das 1961 von der Deutschen Morgenländischen Gesellschaft (DMG) gegründet wurde. 2009 wurde das OIIST eine eigenständige, vom Mutterhaus in Beirut unabhängige Forschungseinrichtung.
Direktor
- 2010–2020: Raoul Motika
- 2020–2022 (kommissarisch): Richard Wittmann (stellvertretender Direktor seit 2011)
- seit 2022: Christoph K. Neumann

## Aufgaben und wissenschaftliches Profil
Aufgabe des OIIST ist einerseits der wissenschaftliche Austausch zwischen Deutschland und der Türkei. Das OIIST betreibt historische und gegenwartsbezogene Forschung in den Fachgebieten Turkologie, Osmanistik, Zentralasienwissenschaft, Islamwissenschaft und Iranistik; des Weiteren regionalbezogene Forschungen in den Geistes- und Sozialwissenschaften.

## Bibliothek
Die öffentlich zugängliche Bibliothek umfasst ca. 39.000 Monographien und 1320 osmanische, türkische und anderssprachige Zeitschriftentitel. Es werden ca. 140 laufende Zeitschriften gehalten.

## Publikationsreihen
- Pera-Blätter online
- Istanbuler Texte und Studien
- Orient-Institut Studies zusammen mit dem Orient-Institut Beirut.